# República de Ragusa

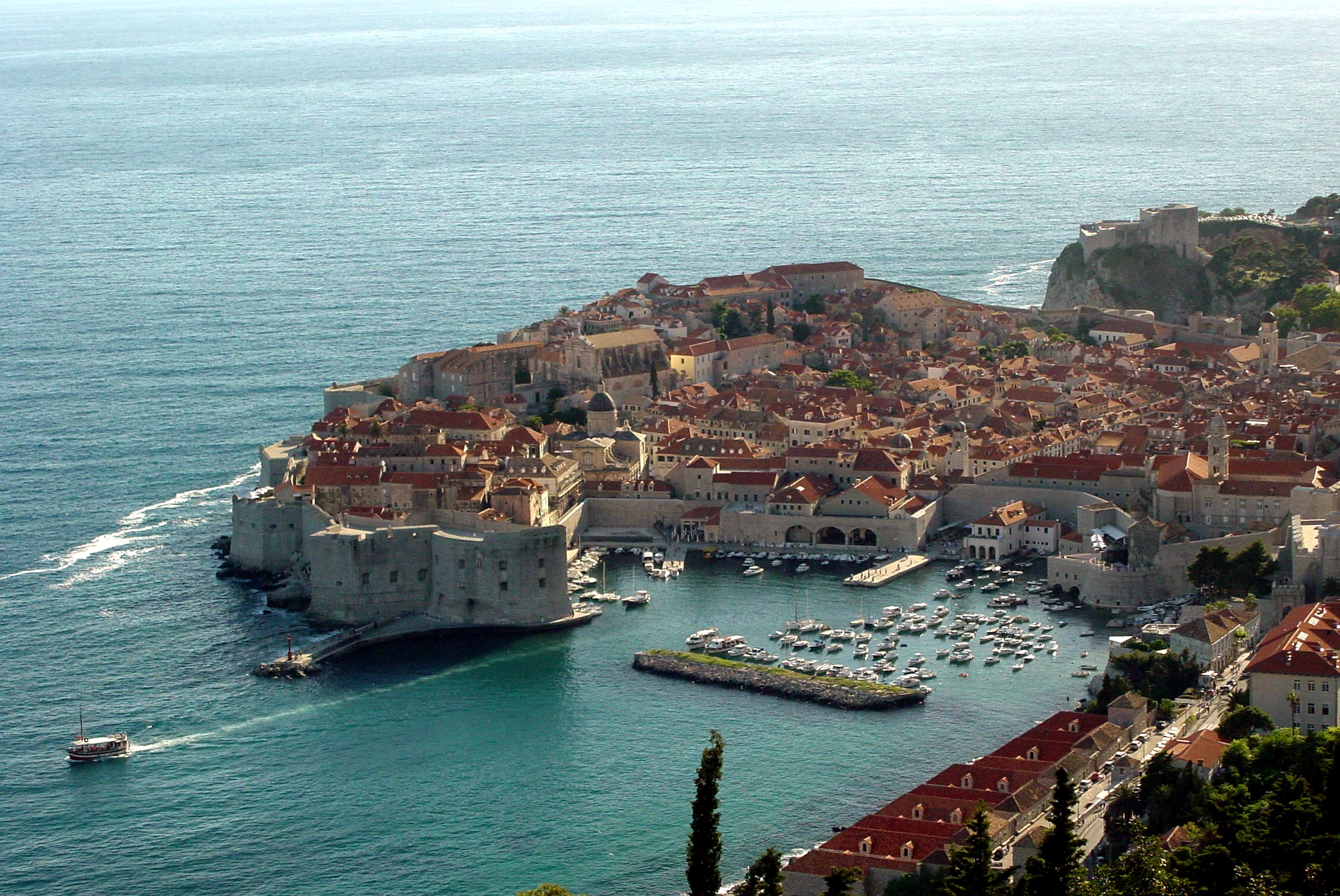
A cidade histórica de Dubrovnik, a antiga Ragusa.

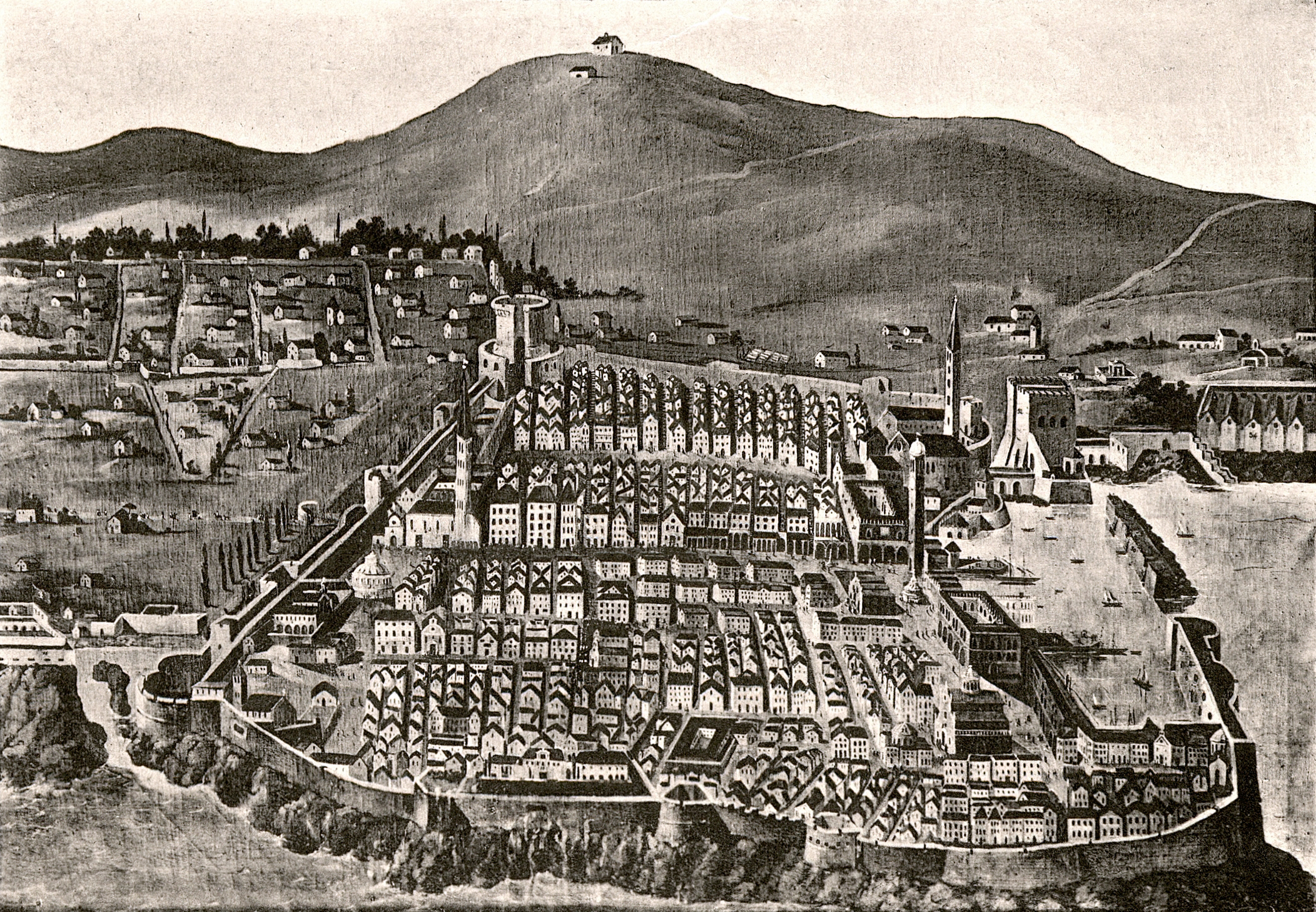
Ragusa antes do terramoto de 1667.

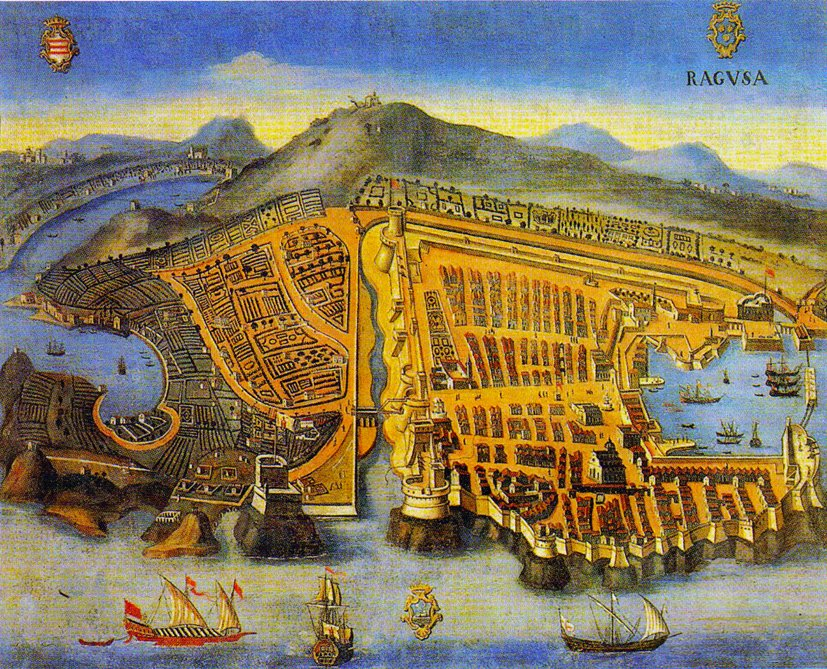
Ragusa em 1667.

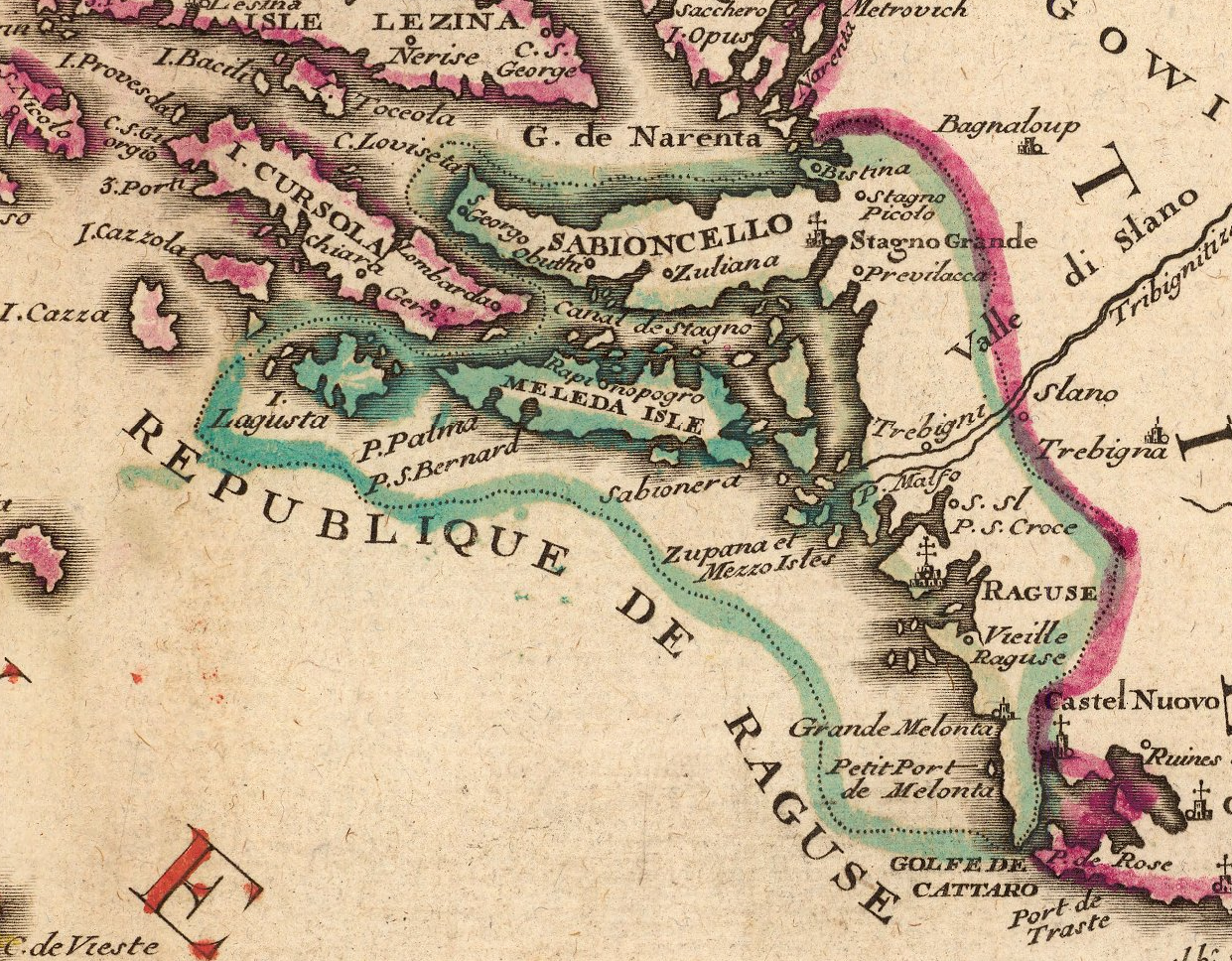
Território da República de Ragusa no início do século XVIII.

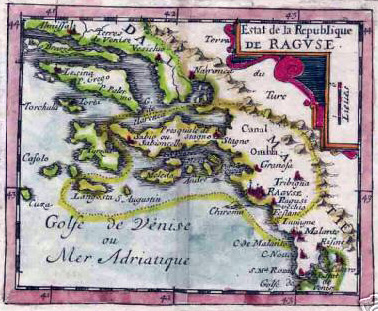
Mapa da República de Ragusa, datado de 1678.

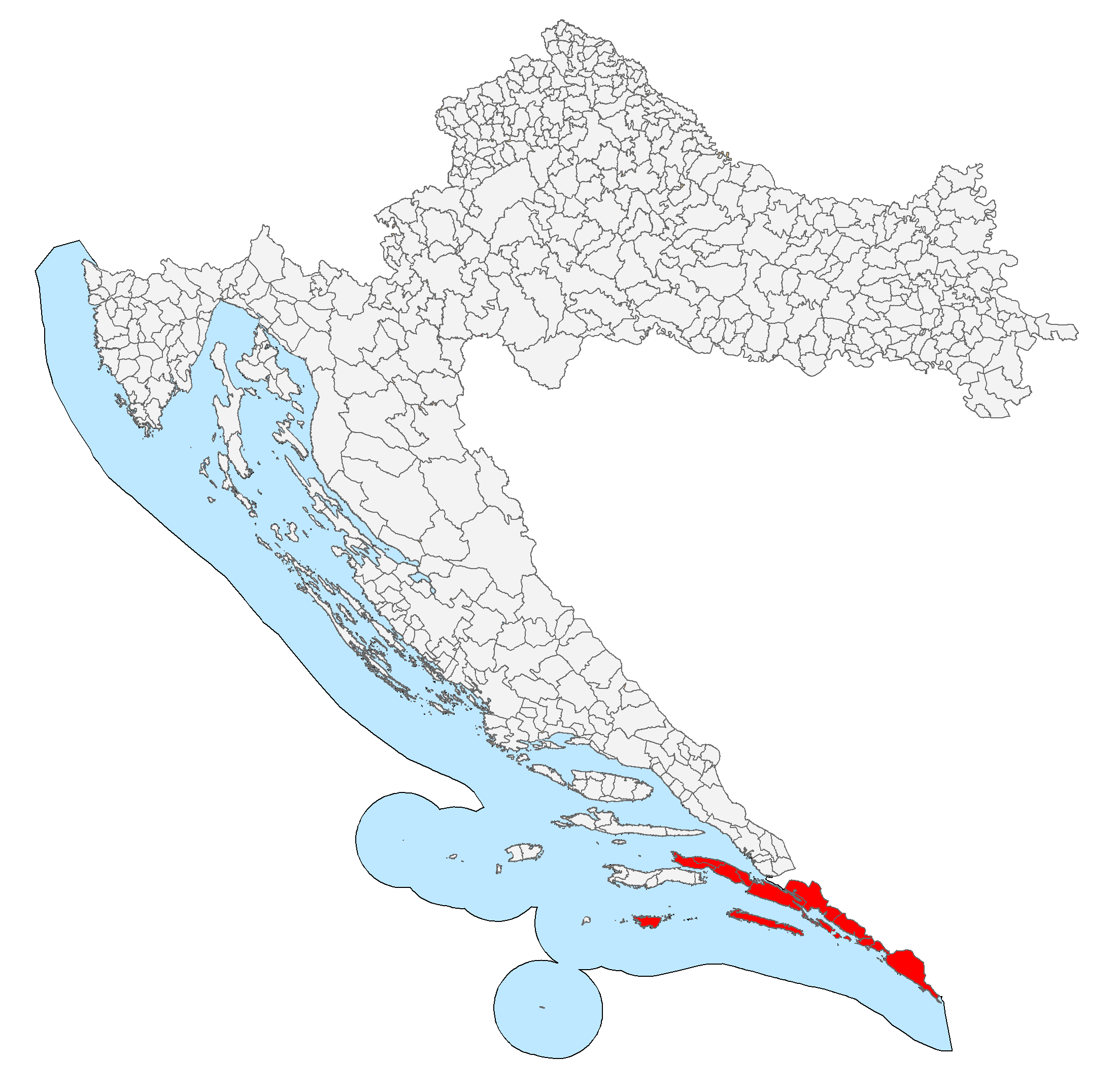
Localização da República de Ragusa na atual Croácia.

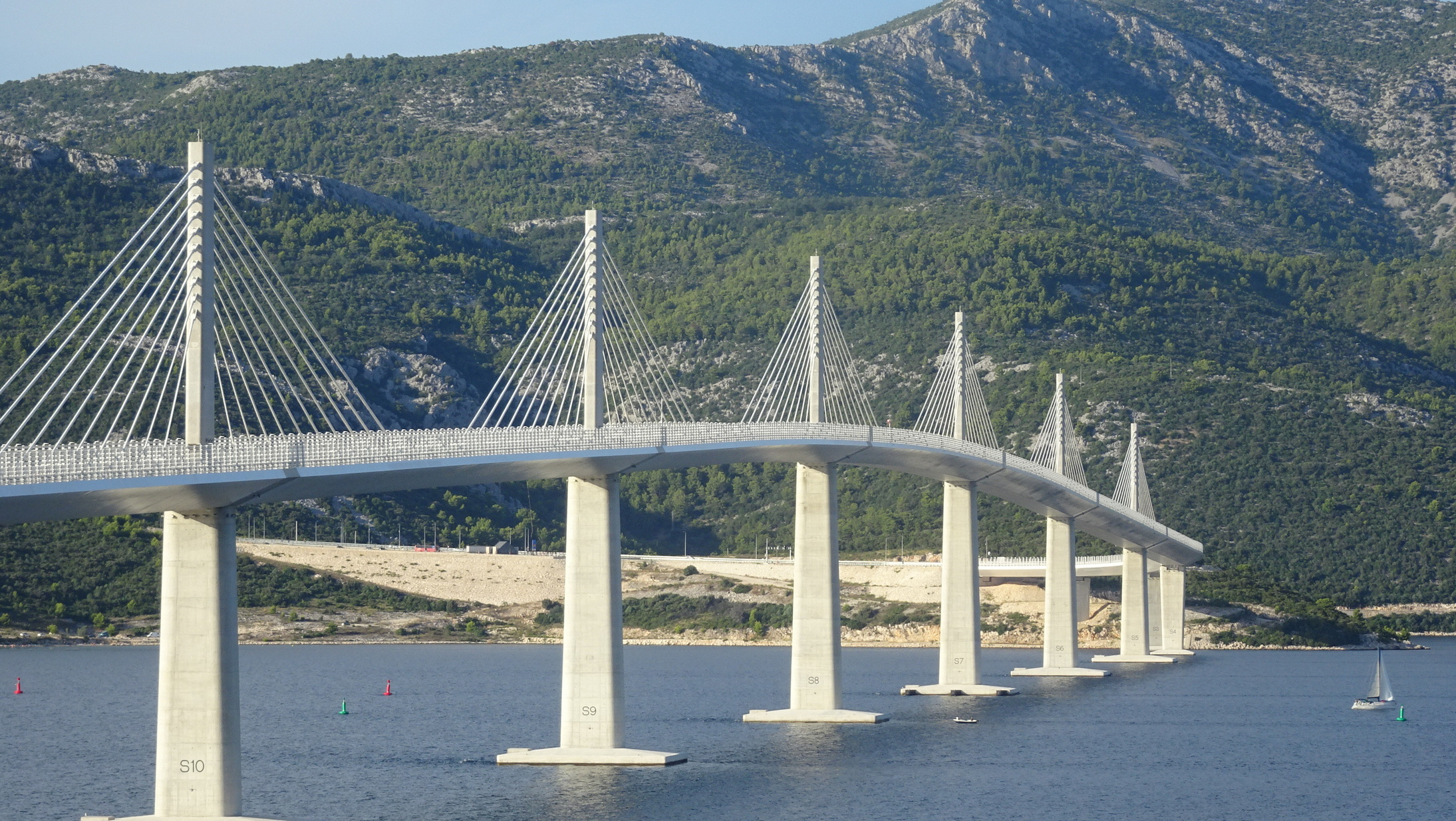
A ponte de Pelješac ligando o território da antiga República de Ragusa ao resto da atual Croácia.

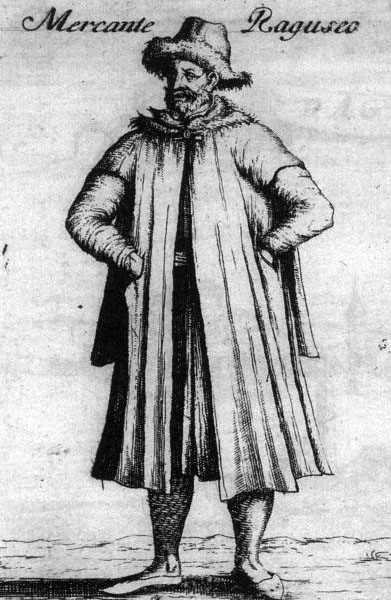
Um mercador da República de Ragusa, 1708.

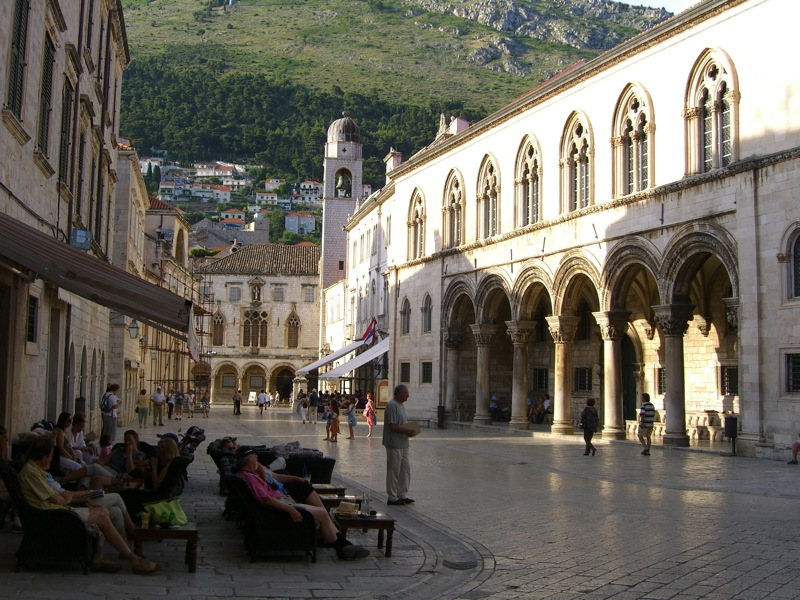
O Palácio dos Reitores de Ragusa (sede do Reitor, do Conselho Menor, do Senado e da administração da República desde o século XIV até 1808), atrás dele o Palácio Sponza.

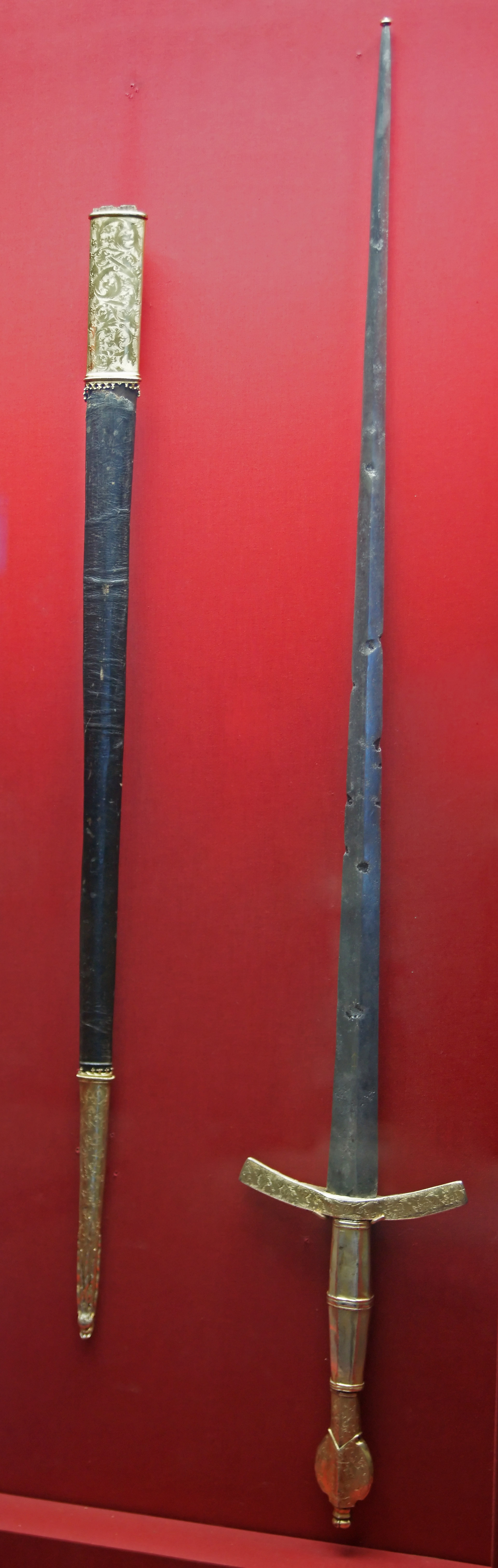
Espada cerimonial do Reitor de Ragusa, doada em 1466 pelo rei Matthias Corvinus como sinal da sua autoridade judicial.

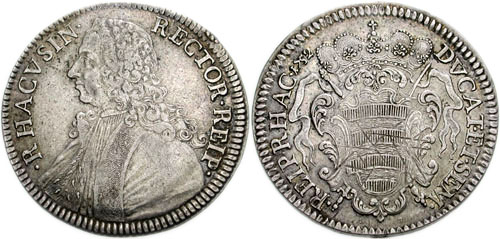
Tallero ragusano (1½ ducado) de 1752 com a efígie de um antigo reitor.

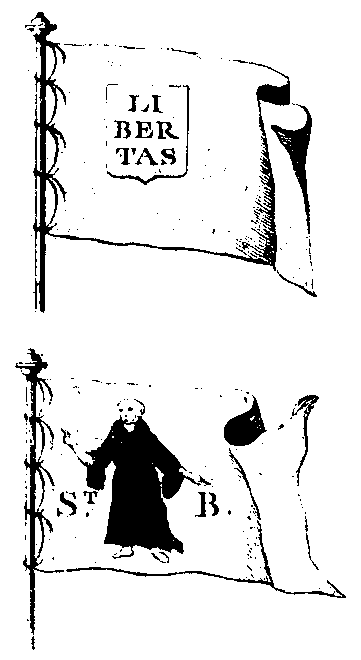
Bandeiras da República de Ragusa no século XVIII, segundo a Encyclopédie francesa.

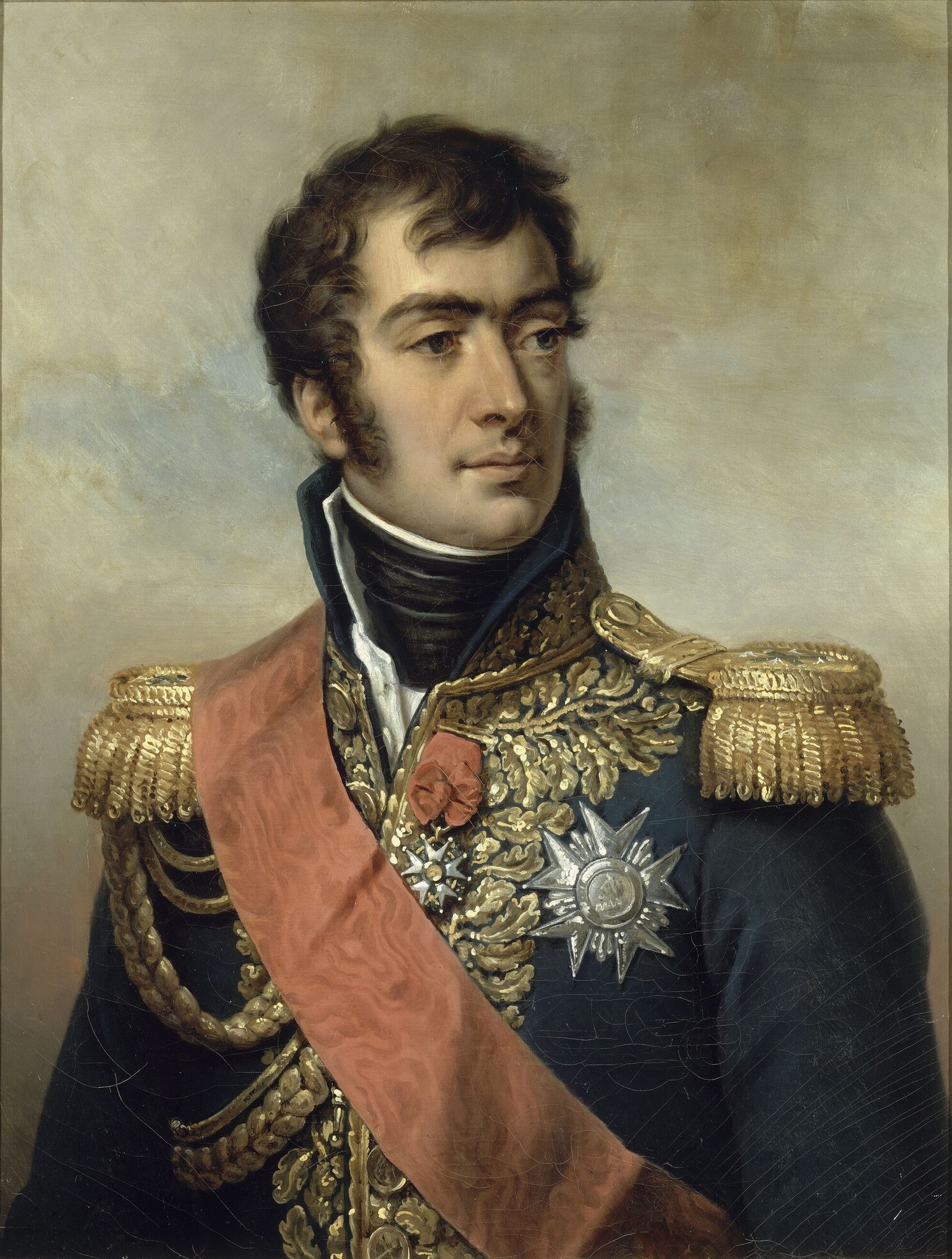
o marechal Auguste de Marmont, duque de Ragusa, durante o domínio francês sobre a cidade.

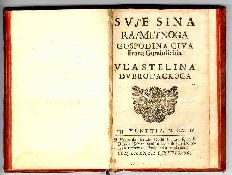
Capa da edição de 1622 da obra Lágrimas do filho pródigo, de Ivan Gundulić, poeta croata barroco.

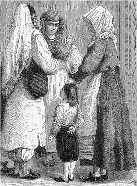
Trajes típicos de Ragusa.

República de Ragusa (em dálmata: Republica de Ragusa; em latim: Respublica Ragusina; em italiano: Repubblica di Ragusa; em croata: Dubrovačka Republika; em vêneto: Repùblega de Raguxa) foi uma república marítima centrada na cidade de Ragusa (Ragusa em dálmata, italiano e latim; Raguxa em vêneto; a atual cidade de Dubrovnik), na Dalmácia (hoje na Croácia), que existiu entre 1358 e 1808. Atingiu o seu auge comercial nos séculos XV e XVI, quando tinha cerca de 90 000 habitantes e uma território de 1 500 km2, extinguindo-se depois de conquistada pelo Império Francês de Napoleão e formalmente anexada pelo Reino Napoleónico de Itália em 1808. Quando foi extinta, tinha uma população de cerca de 30 000 pessoas, das quais 5 000 viviam dentro das muralhas da cidade velha. O seu lema era «Non bene pro toto libertas venditur auro», uma frase latina que pode ser traduzida como «A liberdade não é bem vendida nem por todo o ouro do mundo».

## Descrição

### Nome
Originalmene com o nome oficial de Communitas Ragusina (latim para município ragusino ou comunidade ragusina), no século XIV passou a chamar-se Respublica Ragusina (latim para República Ragusina), título mencionado pela primeira vez em 1385. No entanto, era já uma república sob o seu nome anterior, embora o seu reitor, o chefe de Estado, fosse nomeado por Veneza e não pelo Conselho Maior de Ragusa. Em italiano, chamava-se Repubblica di Ragusa; em croata moderno, chamava-se Dubrovačka Republika (dǔbroʋat͡ʃkaː rěpublika).
O nome eslavo Dubrovnik deriva da palavra dubrava, «um bosque de carvalhos», segundo uma etimologia popular. O nome Dubrovnik aplicado à cidade do Adriático é registado pela primeira vez na Carta de Ban Kulin (1189). O termo eslavo começou a ser usado paralelamente a Ragusa pelo menos desde o século XIV.
O nome latim, italiano e dálmata Ragusa talvez derive do nome Lausa (da grego ξαυ: xau, "precipício"); foi posteriormente alterado para Rausium, Rhagusium, Ragusium ou Rausia (e mesmo Lavusa, Labusa, Raugia e Rachusa) e finalmente para Ragusa. Outra teoria é que o termo Ragusa deriva, ou pelo menos está relacionado, com o vocábulo proto-albanês rāguša que significa uva, o que condiz com albanês moderno rrush (que significa uva), de acordo com Vladimir Orel. A mudança oficial do nome de Ragusa para Dubrovnik entrou em vigor após a Primeira Guerra Mundial e a inclusão da cidade na Jugoslávia.
Apesar de todas as variações e da eslavização do nome da entidade ocorrida após a inclusão na Jugoslávia, o antigo Estado é conhecida na historiografia como a República de Ragusa.

### Território
A República de Ragusa governou uma área compacta do sul da Dalmácia cujas fronteiras finais foram formadas em 1426. O seu território compreendia a costa continental de Neum, a norte, até à península de Capo d'Ostro (Península de Prevlaka), a sul. Incluía ainda a península de Sabbioncello (Pelješac) e as ilhas de Lagosta (Lastovo) e Meleda (Mljet), e algumas ilhas mais pequenas, como Calamotta (Koločep), Isola di Mezzo (Lopud) e Sipano (Šipan).
No século XV, a República de Ragusa também adquiriu as ilhas de Korčula, Brač e Hvar durante cerca de oito anos. No entanto, tiveram de ser abandonadas devido à resistência dos pequenos aristocratas locais que simpatizavam com a República de Veneza, que lhes concedia alguns privilégios.
No século XVI, as unidades administrativas da República de Ragusa eram: a cidade de Ragusa (Dubrovnik), os condados (Konavle, Župa dubrovačka (Breno), Slano, Dubrovačko Primorje (Litoral Ragusino), Ston e as ilhas de Šipan, Lopud e Koločep) e as capitanias (Cavtat, Orebić e Janjina) com magistrados locais nomeados pelo Conselho Maior. Lastovo e Mljet eram comunidades semi-autónomas, cada uma com o seu próprio estatuto e forma de governo.

### População
O historiador Nenad Vekarić utilizou provas fiscais do litoral de Dubrovnik (em croata: Dubrovačko Primorje) e um recenseamento para descobrir que a República de Ragusa tinha uma população de quase 90 000 habitantes em 1500.
Desde então, até 1700, a população diminuiu: na primeira metade do século XVI, tinha mais de 50 000 habitantes; na segunda metade do século XVI, entre 50 000 e 60 000; na década de 1630, cerca de 40 000; e em 1673-1674, apenas 26 000 habitantes.
Na segunda metade do século XV, devido à expansão otomana, Ragusa recebeu um grande número de refugiados cristãos da Bósnia e da Herzegovina, oferecendo-lhes as terras menos férteis. Numerosas epidemias, a Guerra de Cândia de 1645-1669, o terramoto de 1667 e a emigração reduziram consideravelmente o número de habitantes. A população da República nunca mais voltou a atingir os níveis anteriores.

### Governo
A Constituição republicana de Ragusa era estritamente aristocrática. A população estava dividida em três classes: nobreza, cidadãos e plebeus, que eram principalmente artesãos e agricultores (servos, coloni e libertos). Todo o poder efetivo estava concentrado nas mãos da aristocracia. Os cidadãos só podiam ocupar cargos de menor importância, enquanto os plebeus não tinham voz no governo. O casamento entre membros de diferentes classes da sociedade era proibido.
A organização do governo baseava-se no modelo da República de Veneza: os órgãos administrativos eram o Conselho Maior (Consilium maius, Maggior Consiglio, Velje vijeće), o Conselho Menor (Consilium minus, Minor Consiglio, Malo vijeće) (a partir de 1238) e o Senado (Consilium rogatorum, Consiglio dei Pregadi, Vijeće umoljenih) a partir de 1253. O chefe de estado era o reitor.
O Conselho Maior era constituído apenas por membros da aristocracia; todos os nobres tomavam assento aos 18 anos de idade (a partir de 1332, quando o conselho foi encerrado, pela Serrata del Maggior Consiglio Raguseo, e apenas os membros masculinos das famílias nobres ragusinas tinham assento). Era o órgão supremo de governo e de produção de legislação que (depois de 1358) elegia os outros conselhos, funcionários e o reitor.
Todos os anos, os membros do Conselho Menor eram eleitos pelo Conselho Maior. Juntamente com o reitor, o Conselho Menor tinha funções executivas e cerimoniais. Era composto, primeiro, por onze membros e, depois de 1667, por sete membros.
O poder principal estava nas mãos do Senado, que tinha 45 membros com mais de 40 anos de idade, eleitos por um ano também pelo Conselho Maior. Inicialmente tinha apenas funções consultivas, mas mais tarde (durante o século XVI) o Senado tornou-se o verdadeiro governo da República. No século XVIII, o Senado era de facto a instituição máxima da República e os senadores tornaram-se os nobres da nobreza.
Enquanto a República esteve sob o domínio de Veneza (1204-1358), o duque que era de facto o chefe do Estado (latim: comes, italiano: conte, croata: knez) era um nobre veneziano. A partir de 1358, o chefe de Estado nominal era conhecido como reitor (em italiano rettore, em croata knez) e passou a ser eleito, sendo sempre um patrício da República de Ragusa, escolhida pelo Conselho Maior. A duração do mandato do reitor era de apenas um mês e a pessoa podia ser reeleita ao fim de dois anos. O reitor vivia e trabalhava no Palácio dos Reitores.
Esta organização foi concebida para evitar que uma única família obtivesse o controlo absoluto, tal como os Medici tinham feito em Florença. No entanto, os historiadores concordam que as famílias Giorgi e Sorgo tiveram geralmente a maior influência (especialmente durante o século XVIII).
Até ao século XV, as funções judiciais estavam nas mãos do Conselho Menor, mas depois foi criado um tribunal civil e um tribunal criminal separados, deixando ao Conselho Menor e ao Senado apenas a suprema jurisdição de recurso. Os juízes do tribunal criminal e civil eram patrícios ragusinos eleitos anualmente pelo Conselho Maior.
Os funcionários conhecidos como provvedores supervisionavam o trabalho e os actos dos conselhos, tribunais e outros funcionários. Conhecidos como os guardiões da justiça, podiam suspender as decisões do Conselho Menor, apresentando-as ao Senado para deliberação final. Os Provveditori eram eleitos anualmente pelo Conselho Maior entre os patrícios com mais de 50 anos de idade.
O governo da República era de carácter liberal e desde cedo mostrou a sua preocupação com a justiça e os princípios humanitários, mas também conservador no que diz respeito à estrutura do governo e à ordem social. Uma inscrição nos gabinetes do Conselho dizia: Obliti privatorum publica curate (Esquece o privado, cuida do público ou seja Administra os negócios públicos como se não tivesses interesses privados). 
A tráfico de escravos (o antigo comércio de escravos dos Balcãs) foi proibida em 1416. A República era uma opositora ferrenha da Igreja Ortodoxa Oriental e apenas os católicos romanos podiam adquirir a cidadania ragusina.

### Aristocracia
A cidade era governada pela aristocracia e o casamento entre membros de diferentes classes sociais era estritamente proibido. A aristocracia ragusina evoluiu do século XII ao século XIV. Foi finalmente instituído por lei em 1332. Novas famílias só foram aceites após o terramoto de 1667.
Um documento dos arquivos ragusinos, intitulado Speculum Maioris Consilii Rectores, enumera todas as pessoas que estiveram envolvidas no governo da República entre setembro de 1440 e janeiro de 1808. Dos 4397 reitores eleitos, 2764 (63%) pertenciam a famílias de antigos patrícios: Gozze, Bona, Caboga, Cerva, Ghetaldi, Giorgi, Gradi, Pozza, Saraca, Sorgo e Zamanya. Uma lista de 1802 dos órgãos de governo da república mostrava que seis dos oito membros do Conselho Menor e 15 dos 20 membros do Conselho Maior pertenciam às mesmas 11 famílias.
Devido à diminuição do seu número e à falta de famílias nobres na vizinhança (os arredores de Ragusa estavam sob controlo otomano), a aristocracia tornou-se cada vez mais próxima e os casamentos entre parentes do terceiro e quarto grau eram frequentes.
A nobreza sobreviveu mesmo quando as classes se dividiram por disputas internas. Quando o general francês Marmont chegou a Dubrovnik, em 1808, a nobreza estava dividida em dois blocos, os Salamankezi (Salamanquinos) e os Sorbonezi (Sorboneses). Estes nomes aludiam a uma certa polémica resultante das guerras entre o imperador Carlos V do Sacro Império Romano-Germânico e o rei Francisco I de França, ocorridas cerca de 250 anos antes.
Após o terramoto de 1667, que matou muitos nobres, alguns plebeus foram introduzidos na classe nobre. Os salamanquinos, partidários do absolutismo espanhol, não tratavam estes novos nobres como iguais; mas os sorboneses, inclinados ao lado dos franceses e a um certo liberalismo, aceitavam-nos. Ambos os lados conservavam o seu estatuto e tinham assento juntos no Conselho, mas não mantinham relações sociais e nem sequer se cumprimentavam nas ruas; um casamento inconveniente entre membros de ambos os grupos era tão marcante como se ocorresse entre membros de classes diferentes.
Esta clivagem social refletiu-se também na plebe, que se dividiu nas confrarias rivais de Santo António e de São Lázaro, tão hostis nas suas relações como os salamanquinos e os sorboneses.

### Cultura e etnicidade
A Dalmácia, uma região originalmente habitada pelos ilírios e mais tarde romanizada, consistia num grupo de cidades costeiras que, após a desagregação do Império Romano, funcionavam como cidades-estado com ampla autonomia. Estas cidades-estado dálmatas caracterizavam-se por um Ius Italicum (lei latina) comum, religião católica, e por língua, comércio e estruturas políticas e administrativas similares. O território interior rural, no entanto, era controlado pelas tribos eslavas que chegaram depois de 640 d.C. Entre eles estava o Ragusium (Ragusa em italiano e Dubrovnik em croata). A língua nativa original dos ragusinos era um dialeto local da língua dálmata, uma língua românica.
Devido a uma série de factores, incluindo a proximidade geográfica e cultural com a civilização italiana (separada apenas pelo Mar Adriático e cuja língua italiana formava com o dálmata um grupo comum de línguas românicas), a aliança com a República de Ancona, a influência e a herança de Veneza, Ragusa tornou-se uma república marítima italianizada: a língua italiana passou a ser falada pelos ragusanos e, a partir de 1420, foi adotada pela República como língua oficial, juntamente com o latim; a cidade atraiu numerosos italianos, incluindo mercadores para o comércio e arquitetos para projetos de construção; e várias famílias nobres e ricas orgulhavam-se de ser de ascendência italiana, quer se tratasse de uma tradição real ou inventada.
À medida que mais e mais eslavos se mudavam para a cidade vindos do interior, iniciou-se um processo de eslavização e muitos ragusinos passaram a falar uma variante local do dialeto shtokaviano, o mesmo dialeto em que se baseiam as modernas línguas croata, bósnia, montenegrina e sérvia. Assim se desenvolveu a identidade croata de Ragusa.
A história de Ragusa produziu muitos poetas e escritores bilingues da República de Ragusa, como Savino de Bobali, Dinko Ranjina e Ruggero Giuseppe Boscovich, que escreveram em croata e italiano. O elemento italiano sobreviveu à queda da República de Ragusa, mas desvaneceu-se sob o domínio austríaco: em 1900, apenas 6,5% dos ragusinos se identificavam como italianos, em contraste com 72,3% identificados como croatas.

### Línguas e literatura
Originalmente, o latim era utilizado nos documentos oficiais da República. A língua italiana começou a ser utilizada na década de 1420. Ambas as línguas eram utilizadas na correspondência oficial da República. A República foi influenciada pela língua veneziana e pelo dialeto toscano.
A população falava um dialeto local do dialeto shtokaviano, o grupo de dialetos eslavos do sul ocidental no qual se baseiam as modernas línguas-padrão croata, bósnia, montenegrina e sérvia. O antigo ragusano, uma variante do dálmata, falado na costa da Dalmácia após o fim do Império Romano, com elementos do antigo vernáculo eslavo, comummente designado por ilirski (ilírico), e o italiano, eram algumas das línguas comuns. Uma vez que o idioma dálmata era utilizado principalmente na fala, está pouco documentado. A sua utilização começou a diminuir no século XV.
A utilização do croata na linguagem quotidiana aumentou no final do século XIII e nas obras literárias em meados do século XV. No final do século XIV, os habitantes da República eram, na sua maioria, falantes nativos da língua croata, que, na altura, eram designados por "croatas", "eslavos" ou "ilírios".
Ainda se discute se o shtokaviano ou o chakaviano é o vernáculo eslavo mais antigo de Ragusa. Os documentos eslavos mais antigos e a prosa mais antiga eram em shtokaviano, enquanto a poesia do século XVI era em chakaviano. A escrita manuscrita em cirílico era por vezes utilizada.
Quando Ragusa fazia parte do Reino Napoleónico de Itália, entre 1808 e 1810, o italiano ainda era utilizado oficialmente. O croata era normalmente falado pelas classes mais baixas e o italiano pelas mais altas. Os ragusanos eram, em geral, bilingues, falando croata nas tarefas quotidianas e italiano nas ocasiões oficiais ou misturando ambos.
A literatura ragusana, na qual coexistiam o latim, o italiano e o croata, floresceu nos séculos XV e XVI. De acordo com Marcus Tanner:
Durante a era do Renascimento, a Dalmácia e Ragusa, governadas pelos venezianos, deram origem a intelectuais influentes - na sua maioria aristocratas menores e clérigos, especialmente jesuítas - que mantiveram viva a memória da Croácia e da língua croata quando compuseram ou traduziram peças e livros do italiano e do latim para o vernáculo. Não importava que os dialectos da Dalmácia e de Dubrovnik fossem diferentes uns dos outros [...]. e que ambos os dialectos fossem um pouco diferentes do dialeto de Zagreb, a capital do norte dominado pelos Habsburgos. Continuavam a considerá-lo como croata. [...] O poeta de Dubrovnik Dominko Zlatarić (1555-1610) explicou no frontispício da sua tradução de 1597 da tragédia Elektra de Sófocles e da Aminta de Tasso, que tinha sido iz veće tudieh jezika u Hrvacki izlozene, traduzida de mais línguas estrangeiras em croata.
As obras literárias de famosos ragusanos foram escritas tanto em croata como em italiano. Entre elas estão as obras dos escritores Džore Držić (Giorgio Darsa), Marin Držić (Marino Darsa), Ivan Bunić Vučić (Giovanni Serafino Bona), Ignjat Đurđević (Ignazio Giorgi), Ivan Gundulić (Giovanni Gondola), Šišmundo (Šiško) Menčetić (Sigismondo Menze) e Dinko Ranjina (Domenico Ragnina).
A literatura de Dubrovnik desempenhou um papel determinante no desenvolvimento do croata moderno, tendo o dialeto shtokaviano de Dubrovnik sido a base do croata padronizado. Entre os escritores do século XVI ao XIX (antes da Era do Despertar Nacional Romântico) que eram explícitos em se declararem como croatas e a sua língua como croata estão Vladislav Menčetić, Dominko (Dinko) Zlatarić, Bernardin Pavlović, Mavro Vetranović, Nikola Nalješković, Junije Palmotić, Jakov Mikalja, Joakim Stulli, Marko Bruerović, Peter Ignaz Sorgo, Antun Sorkočević (1749-1826) e Franatica Sorkočević (1706-1671).
Houve também autores ragusanos incluídos no Morlaquismo, um movimento literário essencialmente italiano e veneziano.

### Moeda e heráldica
A República de Ragusa utilizou várias moedas ao longo do tempo e numa variedade de sistemas, incluindo o artiluc, a perpera, o dukat e o libertine.
A bandeira da República ostentava a palavra Libertas (Liberdade) e a entrada da fortaleza de São Lourenço (Lovrijenac), situada fora das muralhas da cidade de Ragusa, ostenta a inscrição Non bene pro toto libertas venditur auro (A liberdade não pode ser vendida por todo o ouro do mundo).
Atualmente, o brasão de armas de Ragusa, na sua versão vermelha e azul, pode ser visto no brasão da bandeira croata, uma vez que constitui uma parte histórica da Croácia.

Bandeira nacional
Bandeira de Estado
Bandeira civil
Bandeira de guerra
Bandeira naval
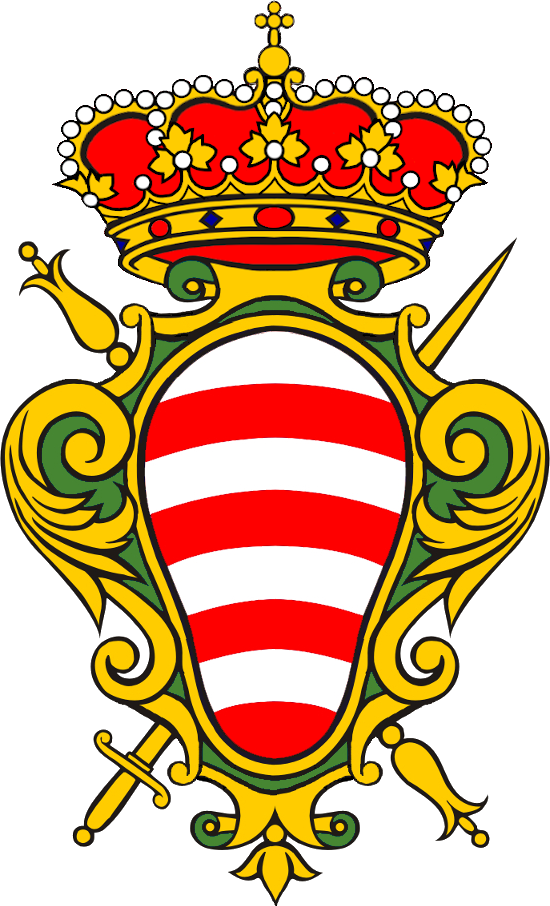
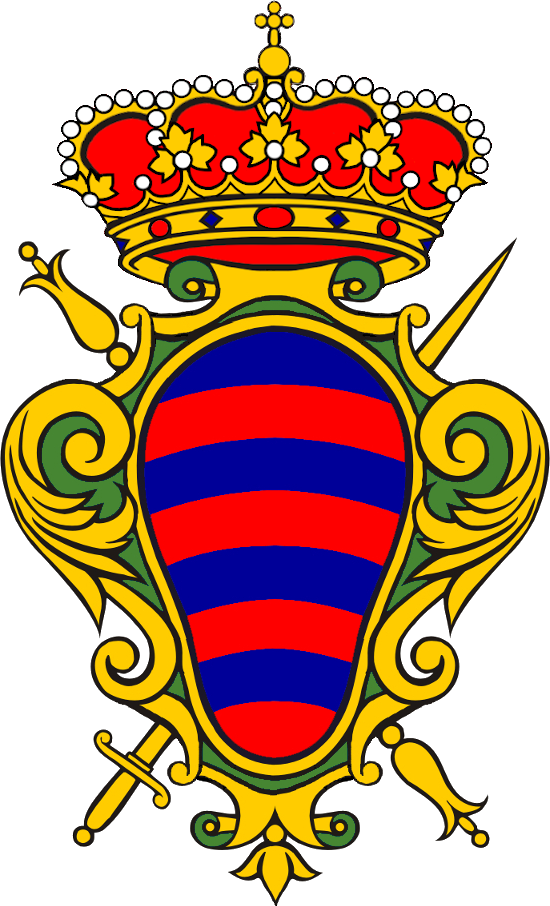

## História

### Origem da cidade
De acordo com o livro De Administrando Imperio do imperador bizantino Constantino VII Porphyrogennetos, a cidade foi fundada, provavelmente no século VII, pelos habitantes da cidade grega de Epidaurum (moderna Cavtat), após a sua destruição pelos ávaros e eslavos por volta do ano 615. Alguns dos sobreviventes refugiaram-se 25 km a norte, numa pequena ilha perto da costa, onde fundaram uma nova povoação, que deram o nome de Lausa. Acredita-se que uma segunda incursão dos eslavos em 656 resultou na destruição total de Epidauro.
Os eslavos estabeleceram-se ao longo da costa no século VII e deram à sua povoação o nome de Dubrovnik. Os bizantinos e os eslavos tinham uma relação antagónica, embora no século XII as duas povoações se tivessem fundido. O canal que dividia a cidade foi preenchido, criando a atual rua principal (a Stradun) que se tornou o centro da cidade. Assim, Dubrovnik passou a ser o nome eslavo da cidade unida.
Existem teorias recentes, baseadas em escavações arqueológicas, segundo as quais a cidade terá sido fundada muito antes, pelo menos no século V e possivelmente durante o período da Grécia Antiga (de acordo com Antun Ničetić, no seu livroPovijest dubrovačke luke). O elemento-chave desta teoria é o facto de os navios da antiguidade viajarem cerca de 45 a 50 milhas náuticas por dia, e os marinheiros necessitavam de uma costa arenosa para retirar os seus navios da água durante o período de repouso noturno. Uma combinação ideal seria a existência de uma fonte de água doce nas proximidades. Dubrovnik tinha ambas, estando a meio caminho entre as povoações gregas de Budva e Korčula, que se encontram a 95 milhas náuticas de distância.

### Primeiros séculos
Durante os seus primeiros séculos, a cidade esteve sob o domínio do Império Bizantino. Os sarracenos montaram um cerco à cidade em 866-867 que durou quinze meses e apenas foi levantado devido à intervenção do imperador bizantino Basílio I, que enviou uma frota sob o comando do almirante Niketas Ooryphas em socorro.
A operação de exibição da bandeira levada a cabo por Niketas Ooryphas teve resultados rápidos, pois as tribos eslavas enviaram embaixadas ao imperador, reconhecendo uma vez mais a sua suserania. Por sua vez, o imperador Basílio I enviou funcionários, agentes e missionários para a região, restabelecendo o domínio bizantino sobre as cidades e regiões costeiras sob a forma de um novo tema da Dalmácia, deixando os principados tribais eslavos do interior em grande parte autónomos sob os seus próprios governantes.
A cristianização dos croatas e das outras tribos eslavas da região também começou nesta altura. Com o enfraquecimento de Bizâncio, a República de Veneza começou a ver Ragusa como uma potencial rival que precisava de ser controlada, mas uma tentativa de conquistar a cidade levada a cabo em 948 falhou. Os cidadãos da cidade atribuíram este facto a São Brás, que adoptaram como seu santo padroeiro.
A cidade permaneceu sob o domínio bizantino até 1204, com exceção dos curtos períodos de domínio da República de Veneza (1000-1030) e, mais tarde, dos Normandos (1081-1085, 1172, 1189-1190). Em 1050, o rei croata Stjepan I (Estêvão I da Croácia) fez uma concessão de terras ao longo da costa que alargou as fronteiras de Ragusa até Zaton, cerca de 16 km a norte da cidade original, dando à república o controlo do abundante abastecimento de água doce que emerge de uma nascente situada na cabeceira do rio Ombla na enseada de Ombla. A concessão de Stjepan I incluía também o porto de Gruž, que é atualmente o porto comercial de Dubrovnik.
Assim, o território original do município ou comunidade ragusina compreendia a cidade de Ragusa, Župa dubrovačka, Gruž, Ombla, Zaton, as ilhas Elafiti (Šipan, Lopud e Koločep) e algumas ilhas mais pequenas perto da cidade.
O famoso geógrafo árabe do século XII Muhammad al-Idrisi mencionou Ragusa e os seus arredores. Na sua obra, referiu-se a Ragusa como a cidade mais meridional da Croácia.
Em 1191, o imperador Isaac II Angelos concedeu aos mercadores da cidade o direito de comerciar livremente em Bizâncio. Privilégios semelhantes foram obtidos vários anos antes da Sérvia (1186) e da Bósnia (1189). A Carta de Ban Kulin da Bósnia é também o primeiro documento oficial em que a cidade é referida como Dubrovnik.

### Suserania veneziana (1205-1358)
Em 1202, a República de Veneza invadiu a Dalmácia com o apoio das forças da Quarta Cruzada, e Ragusa foi obrigada a pagar um tributo anual aos venezianos. Ragusa começou a fornecer a Veneza produtos como peles, cera, prata e outros metais. Veneza utilizou a cidade como base naval no sul do Mar Adriático.
Os venezianos utilizaram Ragusa como uma base importante para o tráfico do antigo comércio de escravos dos Balcãs, a partir do qual os escravos eram transportados dos Balcãs através do Mar Adriático para o Mar Egeu, a partir de cujos portos eram vendidos para a escravatura em Espanha e outras regiões do ocidente europeu, ou para a escravatura no Egito, no sul.
Ao contrário de Zadar, não houve grandes atritos entre Ragusa e Veneza, uma vez que a cidade ainda não tinha começado a competir como transportadora alternativa no comércio entre o Oriente e o Ocidente; além disso, a cidade manteve a maior parte da sua independência. No entanto, o povo ressentia-se do tributo cada vez mais elevado que lhe era imposto pela República de Veneza.
Em meados do século XIII, a ilha de Lastovo foi acrescentada ao território original da República. Em 22 de janeiro de 1325, o rei sérvio Stefan Uroš III emitiu um documento autorizando a venda das suas possessões marítimas na cidade de Ston e na península de Pelješac a Ragusa. Em 1333, durante o reinado do rei sérvio Stefan Dušan (Stefan Uroš IV, r. 1331-1355), as duas possessões foram entregues a Ragusa. Em janeiro de 1348, a peste negra atingiu a cidade e dizimou a população urbana.

### Independência em relação a Veneza (1358)
Em 1358, o Tratado de Zadar obrigou Veneza a renunciar a todas as suas exigências em relação à Dalmácia. A cidade aceitou a hegemonia moderada do rei Luís I da Hungria (o rei Nagy Lajos). Em 27 de maio de 1358, Luís I e o arcebispo Ivan Saraka chegaram  em Visegrád a um acordo definitivo sobre a suserania húngara sobra a Dalmácia.
Por aquele tratado, a cidade reconheceu a suserania do Reino da Hungria, mas a nobreza local continuou a governar com pouca interferência da corte magiar em Buda. A República beneficiava da suserania de Luís da Hungria, cujo reino não era uma potência naval e com o qual teria poucos conflitos de interesses. O último conte veneziano partiu, aparentemente com pressa. Embora, nos termos do acordo de Visegrád, Dubrovnik estivesse formalmente sob a jurisdição do ban da Croácia, a cidade resistiu com êxito à autoridade real e à interferência do banato.
Em 1399, a cidade adquiriu a área entre Ragusa e Pelješac, chamada de Primorje (Dubrovačko primorje) com Slano (latim: Terrae novae). Foi comprada ao rei da Bósnia Stephen Ostoja. Uma breve guerra com a Bósnia em 1403 e 1404 terminou com a retirada da Bósnia. Entre 1419 e 1426, a região de Konavle, a sul de Astarea (Župa dubrovačka), incluindo a cidade de Cavtat, foi acrescentada às possessões da República.
Na primeira metade do século XV, o cardeal Ivan Stojković (Johannes de Carvatia) teve grande atividade em Dubrovnik como reformador da Igreja e escritor.
Durante o auge das relações comerciais entre o reino da Bósnia e outras regiões vizinhas, a maior rota comercial de caravanas foi estabelecida entre Podvisoki e Ragusa. Esta atividade comercial culminou no ano de 1428, a 9 de agosto, quando um grupo de valáquios se comprometeu com o senhor de Ragusa, Tomo Bunić, a fornecer 600 cavalos e 1500 modius de sal. O destinatário pretendido da entrega era Dobrašin Veseoković e, em troca, os valáquios concordaram em receber um pagamento igual a metade da quantidade de sal entregue.

### Suserania otomana
Em 1430 e 1442, a República assinou acordos de curto prazo com o Império Otomano, definindo o seu estatuto. Em 1458, a República assinou um tratado com os Otomanos que a tornou tributária do sultão. Nos termos do tratado, a República devia ao sultão fidelidade, veracidade e submissão, bem como um tributo anual que, em 1481, foi definido em 12 500 moedas de ouro. O sultão garantia a proteção de Ragusa e concedia-lhe amplos privilégios comerciais. Nos termos do acordo, a República manteve o seu estatuto autónomo e era praticamente independente, e geralmente estava aliada à República Marítima de Ancona.
Podia estabelecer relações com potências estrangeiras e celebrar tratados com elas (desde que não entrassem em conflito com os interesses otomanos), e os seus navios navegavam sob a sua própria bandeira. A vassalagem otomana também conferia direitos comerciais especiais que se estendiam ao interior do Império Otomano. Ragusa geria o comércio do Adriático em nome dos otomanos e os seus mercadores recebiam isenções fiscais especiais e benefícios comerciais da Sublime Porta. A República de Ragusa também operava feitorias que gozavam de direitos extra-territoriais nas principais cidades otomanas.
Os mercadores de Ragusa podiam entrar no Mar Negro, que, de outro modo, estava fechado à navegação não otomana. Os mercadores ragusinos pagavam menos direitos aduaneiros do que os outros mercadores estrangeiros e a cidade-estado beneficiava do apoio diplomático de várias potências estrangeiras, incluindo os otomanos, nas disputas com os venezianos.
Por seu lado, os otomanos consideravam Ragusa um porto de grande importância, uma vez que a maior parte do tráfego entre Florença e Bursa (um porto otomano no noroeste da Anatólia) era efetuada através de Ragusa. As cargas florentinas partiam dos portos italianos de Pesaro, Fano ou Ancona para chegar a Ragusa. A partir desse ponto, tomavam o caminho terrestre Bosnasaray (Sarajevo)-Novibazar-Skopje-Plovdiv-Edirne.
Quando, no final do século XVI, Ragusa colocou a sua marinha mercante à disposição do Império Espanhol, na condição de a sua participação nos empreendimentos militares espanhóis não afetar os interesses do Império Otomano, este último tolerou a situação, uma vez que o comércio de Ragusa permitia a importação de mercadorias de Estados com os quais o Império Otomano estava em guerra.
Juntamente com a Inglaterra, a Espanha e a República de Génova, Ragusa foi um dos concorrentes mais prejudiciais de Veneza no século XV em todos os mares, mesmo no Adriático. Graças à sua proximidade com as abundantes florestas de carvalhos de Gargano, podia retirar as cargas aos venezianos.

### Declínio da República
Com os descobrimentos portugueses que abriram novas rotas oceânicas, o comércio de especiarias deixou de passar pelo Mediterrâneo. Além disso, a descoberta das Américas iniciou uma crise na navegação mediterrânica. Este foi o início do declínio das repúblicas veneziana e ragusina.
Carlos VIII de França concedeu direitos comerciais aos ragusinos em 1497 e Luís XII em 1502. Na primeira década do século XVI, foram enviados cônsules ragusinos para França, enquanto os seus homólogos franceses foram enviados para Ragusa. Ragusinos proeminentes que estiveram na França incluíam Simon de Benessa, Lovro Gigants, D. de Bonda, Ivan Cvletković, o capitão Ivan Florio, Petar Lukarić (Petrus de Luccari), Serafin Gozze e Luca de Sorgo. A aristocracia ragusana também estava bem representada na Universidade de Sorbonne, em Paris.
O destino de Ragusa estava ligado ao do Império Otomano. Ragusa e Veneza prestaram assistência técnica à aliança Império Otomano-Mamelucos-Samorim que os portugueses derrotaram na Batalha de Diu no Oceano Índico e 1509.
Existem alguns indícios de comércio direto de Ragusa com a Índia no século XVI. Há provas históricas deste facto na aldeia de Gandaulim (Ilhas), próximo de Goa. Diz-se que a cidade foi um posto avançado de Ragusa no comércio com a Índia.
Em 6 de abril de 1667, um terramoto devastador atingiu Ragusa, matando cerca de 2 000 pessoas na cidade e mais de 1 000 no resto da república, incluindo muitos patrícios e o reitor (em croata: knez) Šišmundo Gundulić. O terramoto também arrasou a maior parte dos edifícios públicos da cidade, deixando intactas apenas as muralhas exteriores. Os edifícios de estilo gótico e renascentista - palácios, igrejas e mosteiros - foram destruídos. Dos principais edifícios públicos da cidade, apenas sobreviveram o Palácio Sponza e a parte da frente do Palácio dos Reitores, na Praça Luža. Gradualmente, a cidade foi reconstruída no estilo mais modesto da arquitetura barroca. Com grande esforço, Ragusa recuperou um pouco, mas ainda permanecia uma sombra da antiga República.
Em 1677, os patrícios Marin Caboga (1630–1692) e Nikola Bunić (ca. 1635–1678) chegaram a Constantinopla numa tentativa de evitar a ameaça iminente a Ragusa que resultava das pretensões de Kara-Mustafa de anexar Ragusa ao Império Otomano. O grão-vizir, impressionado com a capacidade de persuasão de Marin Caboga e conhecedor dos seus recursos na vida ativa, resolveu privar o seu país de um diplomata tão competente e, a 13 de dezembro, ordenou a sua prisão em Constantinopla, onde permaneceria durante vários anos. Em 1683, Kara-Mustafa foi morto nos ataques a Viena e Marin regressou a Ragusa.
Em 1683, os otomanos foram derrotados na Batalha de Kahlenberg, nos arredores de Viena. O marechal de campo do exército austríaco era o ragusino Frano Đivo Gundulić. Em 1684, os emissários de Ragusa renovaram o acordo contraído em Visegrád no ano de 1358 e aceitaram a suserania dos Habsburgos como reis húngaros sobre Ragusa, com um imposto anual de 500 ducados.
Ao mesmo tempo, Ragusa continuava a reconhecer a suserania dos otomanos, um acordo comum na altura. Este facto abriu maiores oportunidades aos navios de Ragusa nos portos de toda a costa da Dalmácia, onde ancoravam frequentemente. Posteriormente, Veneza conquistou uma parte do território interior a leste de Ragusa e aproximou-se das suas fronteiras. Com esta conquista ameaçava cercar completamente e cortar o comércio de Ragusa para o interior continental.
Perante este perigo e antecipando a derrota dos otomanos em 1684, Ragusa enviou emissários ao imperador Leopoldo I do Sacro Império Romano-Germânico, em Viena, na esperança de que o exército austríaco capturasse a Bósnia. Infelizmente para a República, os otomanos mantiveram o controlo sobre o interior balcânico e apesar de pelo Tratado de Karlowitz (1699) os otomanos cederem vastos territórios à coligação vitoriosa da Monarquia dos Habsburgos com a República de Veneza, a Comunidade Polaco-Lituana e a Rússia, mantiveram a Herzegovina.
Em consequência, a República de Ragusa viu-se obrigada a ceder dois trechos da sua costa ao Império Otomano para que a República de Veneza não pudesse atacar por terra, mas apenas pelo mar. Uma delas, a fronteira terrestre a noroeste com a pequena cidade de Neum, é hoje a única saída da atual Bósnia e Herzegovina para o Mar Adriático. A aldeia fronteiriça a sudeste de Sutorina tornou-se mais tarde parte do Montenegro, que tem uma linha costeira a sul. Após o tratado, Neum e Sutorina foram anexadas ao Sanjaco da Herzegovina do eialete da Bósnia.
Ragusa manteve uma política de estrita neutralidade na Guerra da Sucessão Austríaca (1741-1748) e na Guerra dos Sete Anos (1756-1763). Em 1783, o Conselho Ragusino não respondeu à proposta apresentada pelo seu representante diplomático em Paris, Frano Favi, de estabelecer relações diplomáticas com os Estados Unidos da América, embora os americanos tenham concordado em permitir que os navios ragusinos passassem livremente pelos seus portos.
Os primeiros anos das Guerras Revolucionárias Francesas foram prósperos para Ragusa. Com a bandeira de São Brás neutra, a República tornou-se um dos principais transportadores do Mediterrâneo. O Bloqueio Continental era a vida de Ragusa e, antes da ascensão da ilha de Lissa, os fabricantes de Inglaterra, excluídos dos portos de França, Itália, Holanda e Alemanha, encontravam o seu caminho para o centro da Europa através dos portos de Salónica e de Ragusa.

### Ocupação francesa
A Batalha de Austerlitz e o consequente Tratado de Paz de Pressburg, tendo obrigado a Áustria a entregar a Dalmácia à França, colocaram Ragusa num dilema. A vizinha baía de Kotor era uma fronteira veneziana contra os otomanos. Mas enquanto a França detinha a terra, o Reino Unido e a Rússia detinham o mar; e enquanto as tropas francesas marchavam de Austerlitz para a Dalmácia, onze navios de guerra russos entraram na Baía de Kotor e desembarcaram 6 000 homens, mais tarde apoiados por 16 000 montenegrinos sob o comando de Petar I Petrović-Njegoš.
Enquanto 5 000 franceses sob o comando do general Gabriel Jean Joseph Molitor marchavam para sul e tomavam pacificamente o controlo das fortalezas da Dalmácia, os russos pressionaram os senadores de Ragusa para que lhes permitissem ocupar a cidade, uma vez que se tratava de uma fortaleza importante, antecipando assim que a França poderia bloquear o avanço para Kotor. Como não havia outro caminho da Dalmácia para Kotor senão através de Ragusa, o general Molitor estava igualmente empenhado em tentar ganhar o apoio de Ragusa.
A República estava determinada a manter a sua estrita neutralidade, sabendo que qualquer outra coisa significaria a sua destruição. O Senado de Ragusa enviou dois emissários ao general Molitor para o dissuadir de entrar em território ragusino. Apesar de Molitor ter declarado que tencionava respeitar e defender a independência da República de Ragusa, as suas palavras demonstraram que não tinha qualquer escrúpulo em violar o território de uma nação neutra no seu caminho para tomar posse de Kotor, tendo mesmo afirmado que atravessaria os territórios otomanos de Neum e Sutorina (que faziam fronteira com a República a norte e a sul, respetivamente) sem pedir autorização ao Império Otomano.
Perante os protestos dos emissários, respondeu prometendo respeitar a neutralidade ragusina e não entrar no seu território, em troca de um empréstimo de 300 000 francos. Tratava-se claramente de uma chantagem (um episódio semelhante ocorrera em 1798, quando uma frota francesa revolucionária ameaçou invadir o país se a República não pagasse uma contribuição avultada). O governo ragusino instruiu os emissários para informarem o general Molitor de que os russos tinham dito claramente à República que, se as tropas francesas entrassem no território ragusino, os russos e os seus aliados montenegrinos iriam pilhar e destruir todas as partes da República, e também para o informarem de que a República não podia pagar tal quantia em dinheiro, nem podia angariar tal quantia junto da sua população sem que os russos fossem alertados, provocando uma invasão. Apesar de os emissários terem conseguido persuadir o general Molitor a não violar o território ragusino, Napoleão não se conformou com o impasse entre a França e a Rússia relativamente a Ragusa e à baía de Kotor e decidiu rapidamente ordenar a ocupação da República.
Ao entrar em território ragusino e ao aproximar-se da capital, o general francês Jacques Lauriston exigiu que as suas tropas pudessem descansar e receber alimentos e bebidas na cidade, antes de prosseguirem para Kotor. No entanto, isto não passou de um logro, pois assim que entraram na cidade, passaram a ocupá-la em nome de Napoleão. No dia seguinte, o general Lauriston exigiu uma contribuição impossível de um milhão de francos.
The Times em Londres, relatou estes acontecimentos na sua edição de 24 de junho de 1806 da seguinte maneira:
O general Lauriston tomou posse da cidade e da República de Ragusa, no dia 27 de maio. A proclamação que ele publicou nessa ocasião é um documento verdadeiramente extraordinário. A única razão avançada para esta aniquilação da independência daquele pequeno Estado é uma obscura insinuação de que os inimigos de França exerciam ali demasiada influência. A proclamação não menciona em que aspeto essa influência se revelou prejudicial à França, embora a dignidade de Buonaparte, ao que parece, esteja preocupada em pôr-lhe fim. M. Lauriston ter-se-ia saído muito melhor se tivesse evitado inventar desculpas e deixado que a circunstância se mantivesse sobre os seus próprios fundamentos, sem reservas, da necessidade do Estado e do direito do mais forte. Um facto muito importante é, no entanto, revelado nesta proclamação. Não é a rendição de Cattaro, ao que parece, que satisfará o imperador dos franceses. O imperador espera a evacuação de Corfu e de todas as Sete Ilhas, bem como a retirada da esquadra russa do Adriático. Até que isso seja efetuado, manterá a posse de Ragusa; mas haverá alguém que acredite que, se não houvesse uma bandeira russa ou um estandarte das suas cores a ser visto na Albânia ou no Adriático, ele restabeleceria essa República na sua antiga independência?
Quase imediatamente após o início da ocupação francesa, as tropas russas e montenegrinas entraram em território ragusino e começaram a lutar contra o exército francês, invadindo e pilhando tudo pelo caminho e culminando no um cerco à cidade ocupada de Ragusa durante o qual caíram 3 000 balas de canhão sobre a cidade. Os arredores, repletos de moradias, resultado de uma longa prosperidade, foram saqueados, incluindo meio milhão de libras esterlinas.
O general Molitor, que tinha avançado a poucos dias de Ragusa, lançou um apelo aos dálmatas para que se revoltassem e expulsassem a força russo-montenegrina, proposta que obteve uma fraca resposta. Apenas trezentos homens se juntaram a ele, mas um estratagema compensou a sua falta de efectivos.
Uma carta, aparentemente confidencial, foi enviada ao general Lauriston, em Ragusa, anunciando a sua chegada próxima para levantar o cerco com uma força de dálmatas tal que deveria subjugar os russos e o vasto exército montenegrino; essa carta foi, como pretendido por Molitor, interceptada e acreditada pelos russos sitiantes. Com as suas forças dispersas, para dar espetáculo, Molitor avançou em direção a Ragusa e, dominando a posição montenegrina no vale sobre a cidade, ameaçou cercar os russos que ocupavam o cume da colina entre essa posição e a cidade; mas, vendo o risco disso, os russos recuaram em direção à baía de Kotor e a cidade foi libertada. O exército montenegrino seguiu as ordens do almirante Dmitry Senyavin, que comandava as tropas russas, e retirou-se para Cetinje.

### Da dissolução da República à integração na Croácia
Por volta de 1800, a República tinha uma rede altamente organizada de consulados e escritórios consulares em mais de oitenta cidades e portos em todo o mundo. Em 1808, o marechal Auguste Frédéric Louis Viesse de Marmont emitiu uma proclamação abolindo a República de Ragusa e integrando o seu território no Reino Napoleónico de Itália, reivindicando ele próprio o recém-criado título de Duque de Ragusa (Duc de Raguse). Em 1810, Ragusa, juntamente com a Dalmácia e a Ístria, passou a fazer parte das recém-criadas Províncias da Ilíria francesas. Mais tarde, na Batalha de Paris de 1814, Marmont abandonou Napoleão e foi considerado traidor. Como era conhecido como o Duque de Ragusa, a palavra ragusade foi cunhada em francês para significar traição e raguser significava fazer batota.
O artigo 44.º de um decreto de 1811 aboliu a instituição secular do fideicommissum no direito sucessório, através da qual os franceses permitiam que os jovens nobres participassem na parte da herança familiar de que a lei anterior os tinha privado. De acordo com um inventário de 1813 do distrito de Ragusa, estavam registados 451 proprietários de terras, incluindo instituições eclesiásticas e a comuna. Embora não existam provas da dimensão das suas propriedades, os nobres detinham, sem dúvida, a maior parte das terras. Onze membros da família Sorgo, oito da Gozze, seis da Ghetaldi, seis da Pozza, quatro da Zamagna e três da família Saraca estavam entre os maiores proprietários de terras. Os cidadãos pertencentes às confrarias de Santo António e São Lázaro possuíam terras consideráveis fora da cidade.
Após sete anos de ocupação francesa, incentivada pela deserção dos soldados franceses após a fracassada invasão da Rússia e a reentrada da Áustria na guerra ao aderir à Guerra da Sexta Coligação, todas as classes sociais do povo ragusino se levantaram numa insurreição geral, liderada pelos patrícios, contra os invasores napoleónicos.
Em 18 de junho de 1813, juntamente com as forças britânicas, forçaram a rendição da guarnição francesa da ilha de Šipan, logo também da cidade fortemente fortificada de Ston e da ilha de Lopud, após o que a insurreição se espalhou por todo o território continental da República, começando por Konavle.
A cidade ocupada de Ragusa foi sitiada com a ajuda da Marinha Real britânica, que se tinha reforçado depois da Campanha do Adriático de 1807-1814, sob o comando do capitão William Hoste, com os seus navios HMS Bacchante e HMS Saracen. Rapidamente a população da cidade aderiu à insurreição. O Império Austríaco enviou uma força, sob o comando do general Todor Milutinović oferecendo-se para ajudar os seus aliados ragusinos. No entanto, como rapidamente se verificou, a sua intenção era, de facto, substituir a ocupação francesa de Ragusa pela sua própria ocupação. Para isso recorreram à sedução de um dos governadores provisórios da República, Biagio Bernardo Caboga, com promessas de poder e influência (que mais tarde foram abandonadas, levando a que falecesse na ignomínia, tachado de traidor pelo seu povo), conseguiram convencê-lo de que a porta do leste devia ser mantida fechada às forças ragusinas e de que as forças austríacas deviam entrar na cidade pelo oeste, sem soldados ragusinos, uma vez rendida a guarnição francesa de 500 homens sob o comando do general Joseph de Montrichard.
O Conselho Maior da nobreza ragusina (como era conhecida a assembleia de 44 patrícios que tinham sido membros do Conselho Maior antes da ocupação da República pela França) reuniu-se pela última vez em 18 de janeiro de 1814 na Villa Giorgi em Mokošica, Ombla, num esforço para restaurar a República de Ragusa.
Em 27 de janeiro, a capitulação francesa foi assinada em Gruž e ratificada no mesmo dia. Foi nessa altura que Biagio Bernardo Caboga se colocou abertamente do lado dos austríacos, dispensando a parte do exército rebelde que vinha de Konavle. Entretanto, Đivo Natali e os seus homens continuavam à espera do lado de fora dos Portões de Ploče. Após quase oito anos de ocupação, as tropas francesas marcharam para fora de Dubrovnik a 27 e 28 de janeiro de 1814. Na tarde de 28 de janeiro de 1814, as tropas austríacas e britânicas entraram na cidade através dos Portões de Pile. Com o apoio de Caboga, o general Milutinović ignorou o acordo que tinha feito com a nobreza em Gruž. Os acontecimentos que se seguiram podem ser melhor sintetizados no chamado episódio da bandeira.:141
A Bandeira de São Brás foi hasteada ao lado das cores austríaca e britânica, mas apenas durante dois dias, porque, a 30 de janeiro, o general Milutinović ordenou ao presidente da câmara Sabo Giorgi que a arriasse. Dominado por um sentimento de profundo orgulho patriótico, Giorgi, o último reitor da República e um francófilo fiel, recusou-se a fazê-lo porque as massas a tinham içado. Os acontecimentos posteriores provaram que a Áustria aproveitou todas as oportunidades possíveis para invadir toda a costa oriental do Adriático, de Veneza a Kotor. Os austríacos fizeram tudo o que estava ao seu alcance para eliminar a questão de Ragusa no Congresso de Viena. O representante ragusino Miho Bona, eleito na última reunião do Conselho Maior, foi impedido de participar no Congresso, enquanto Milutinović, antes do acordo final dos aliados, assumiu o controlo total da cidade.:141–142
Apesar de o governo da República de Ragusa nunca ter assinado qualquer capitulação nem renunciado à sua soberania, o que, de acordo com as regras de Klemens von Metternich que a Áustria adotou para o Congresso de Viena, deveria significar que a República seria restaurada, o Império Austríaco conseguiu convencer os outros aliados a permitir-lhe manter o território da República.
Enquanto muitas cidades mais pequenas e menos importantes e antigos países tiveram direito a uma audiência, esse direito foi recusado ao representante da República de Ragusa. Tudo isto em flagrante contradição com os tratados solenes que os imperadores austríacos tinham assinado com a República: o primeiro, a 20 de agosto de 1684, em que Leopoldo I do Sacro Império Romano-Germânico prometera e garantira a liberdade inviolável (inviolatam libertatem) à República, e o segundo, em 1772, em que a imperatriz Maria Teresa prometera a proteção e o respeito da inviolabilidade da liberdade e do território da República.
No Congresso de Viena, Ragusa e os territórios da antiga República passaram a fazer parte das terras da coroa do Reino da Dalmácia, governado pela monarquia dos Habsburgos, que em 1867 passou a chamar-se Áustria-Hungria, da qual fez parte até 1918.
Após a queda da República, a maior parte da aristocracia extinguiu-se ou emigrou para o estrangeiro; cerca de um quinto das famílias nobres foram reconhecidas pela monarquia dos Habsburgos. Algumas das famílias que foram reconhecidas e sobreviveram foram os Ghetaldi-Gundula, Gozze, Kaboga, Sorgo, Zlatarić, Zamagna, Pozza, Gradi e Bona.
Após a Primeira Guerra Mundial e a dissolução da Áustria-Hungria, o território da antiga República foi integrado no Reino da Jugoslávia, que depois da Segunda Guerra Mundial deu origem à República Socialista Federativa da Jugoslávia, onde integrou a Croácia. Com a dissolução da Jugoslávia, em 1991 a cidade de Dubrovnik, a antiga Ragusa, foi sede de um efémero proto-estado alinhado com a Sérvia, a República de Dubrovnik, que existiu durante o Cerco de Dubrovnik na Guerra da Independência da Croácia, autoproclamado em 15 de outubro de 1991 nas áreas ocupadas da Croácia, após ser capturado por membros do 2.º Corpo do Exército Popular Jugoslavo (JNA). O seu presidente provisório foi Aleksandar "Aco" Apolonio, que também foi presidente do Movimento pela República de Dubrovnik. O território desta entidade não correspondia às fronteiras anteriores da República de Ragusa, estendendo-se de Neum (a única cidade costeira da Bósnia e Herzegovina) a Prevlaka (na fronteira marítima da Croácia com Montenegro), e só existia nas vilas ocupadas de Cavtat e Konavle.
Durante o Cerco de Dubrovnik que se seguiu, as forças irregulares sérvias e montenegrinas e os reservistas do JNA atacaram Dubrovnik e pequenas aldeias foram saqueadas e muitas casas, campos e pomares foram destruídos e o gado morto. A população predominantemente croata de Dubrovnik foi na sua maioria obrigada a bandonar cidade.
O envolvimento do JNA terminou em maio de 1992, o que marcou a dissolução oficial da república. Após a retirada do JNA, milhares de civis simpatizantes da união com a Sérvia fugiram de Dubrovnik e arredores para o Montenegro e a Sérvia, temendo represálias. Algumas estimativas mencionam mesmo que 15 000 civis fugiram de Dubrovnik.
Após o termo da Guerra da Independência da Croácia a cidade de Dubrovnik e os territórios da antiga República de Ragusa integraram a Croácia, de que são um exclave, e com este estado a União Europeia, onde se integraram na Eurozona e no Espaço Schengen. Para evitar o atravessamento da faixa de Neum, hoje na Bósnia e Herzegovina, e desta forma eliminar a situação de semi-exclave, foi construída a Ponte de Pelješac, ligando aquela península, e por consequência Dubrovnik, ao território continental croata a norte de Neum.